# Pyrausta occultilinea
Pyrausta occultilinea là một loài bướm đêm trong họ Crambidae.